# Годзенко Дмитро Олександрович
Дмитро Олександрович Годзенко (нар. 17 листопада 1966, м. Львів, Українська РСР — 31 березня 2016, смт Зайцеве, Бахмутський район Донецької області, Україна) — старший сержант Збройних сил України, учасник російсько-української війни, Народний герой України, кавалер ордена «За мужність» II та III ступеня. Позивний «Годзила».

## Життєпис
Головний інженер Метрологічного центру Нафтогазу.
Активний учасник Революції гідності.
Мешкав у Печерському районі Києва.
У січні 2015 року добровольцем пішов до військкомату. 12 лютого 2015 Печерсько-Голосіївським ОРВК у місті Києві був призваний за мобілізацією до Збройних сил України та направлений до військової частини А4152 міста Рівного.
Служив у 17-му батальйоні 57-ї окремої мотопіхотної бригади ЗСУ.
У вересні 2015 року під час бою зазнав важких осколкових поранень у Майорську. Після недовготривалого лікування в Ірпінському військовому шпиталі, не дочекавшись видужання, повернувся в зону АТО в Зайцеве.
За час служби молодший сержант Дмитро Годзенко перекрив потоки контрабанди, які возили через блокпост у Майорську, та відновив постачання електроенергії та водопостачання місцевим мешканцям. «В чертовом Зайцево он пережил все. Он ставил флаги и снимал Лениных, и дал местным жителям трубы восстановить взорванный водопровод. Они сказали „Так оно ж государственное“, а он ответил: „Я — украинская армия, а значит, я — государство“»
«Годзила» за життя став легендою як серед українських військовиків, волонтерів та журналістів, так і серед проросійських сепаратистських угруповань. Особливо любили його за доброту місцеві мешканці, які зазвичай не надто позитивно сприймають українських військовослужбовців.
Загинув в Зайцевому близько 6 ранку 31 березня 2016 року під час мінометного обстрілу, за день до демобілізації.

Могила Дмитра Годзенка.

Проститись із легендарним бійцем на Майдан Незалежності прийшли більше двох тисяч людей. Похований у Києвів на Лук'янівському військовому кладовищі (ділянка № 4).

## Нагороди
- Указом Президента України № 12/2018 від 22 січня 2018 року, молодший сержант Годзенко Дмитро Олександрович нагороджений орденом «За мужність» II ступеня.
- Указом Президента України № 103/2016 від 21 березня 2016 року, молодший сержант Годзенко Дмитро Олександрович нагороджений орденом «За мужність» III ступеня.
- Недержавні відзнаки: звання Народний герой України, медаль від УПЦ КП «За жертовність і любов до України», нагрудний знак учасникам АТО «Гідність та честь» від Спілки ветеранів та працівників силових структур України «Звитяга».

## Інтерв'ю напередодні загибелі: факти про війну
Перша частин цього інтерв'ю з легендарним бійцем була записана журналістами 24 каналу під Горлівкою. Наступного дня наші кореспонденти мали повернутися, щоб продовжити бесіду. Але не встигли — наступного дня «Годзилла» загинув.
- Не открою вам большой тайны, если скажу, что война — это очень выгодный бизнес. Ее выгодно продолжать. Всем. Кроме нас. Большому начальству как с одной, так и с другой стороны.
- Тут бои заканчиваются только тогда, когда идут эшелоны с углем. Вот сейчас, если закончат стрелять, мы выйдем — сразу услышите, как пойдут поезда с углем. То есть, понимаете, да? Идет война, но мы продолжаем торговать углем.
- Мы чувствуем себя просто пешками или разменной монетой в чужой игре. Самое смешное, что наши жизни стоят так мало, что даже стыдно говорить. За ранение платят тысячу гривен. Тысяч гривень по нынешнему курсу это сколько? 30 евро? Я хочу спросить: кто-то из нашего правительства, будучи в здравом уме, согласится, чтобы ему за 30 евро выстрелили ну хотя бы в руку?
- Когда здесь убьют или ранят солдата — ему будет платить государство. Деньги от угля зайдут в один карман, а платить пенсии и компенсации платить будет государство. Самое смешное, что история никого ничему не учит. Это не мы что-то новое придумали. Это уже происходило много раз, и все равно оно происходит. Вот в этом подлость происходящего.

## Сім'я
Залишились мама (1936 р.н.), дружина, сини Олексій (1991 р.н.) — журналіст 24 каналу, та Іван (1998 р.н.)

## Вшанування
- Рішенням Боярської міської ради від 6 грудня 2016 року № 22/699 іменем Дмитра Годзенка названо вулицю міста Боярка (колишня назва — «вулиця Лінія 17»).
- Дмитру Годзенку встановлено пам'ятник у Києві[3].
- 27 жовтня 2022 року у Києві було названо вулицю його іменем.

## Ще факти
6 квітня 2016 року Ростислав Кравець розмістив на сайті Київради петицію «Перейменування вулиці Московської у вулицю Дмитра Годзенка».
За строк петиції було зібрано 5118 підписів з необхідних 10 тисяч.
12 жовтня 2017 у Київраді свободівці заблокували трибуну, вимагаючи перейменувати вулицю Московську на вулицю Дмитра Годзенка. Пропозицію «Свободи» підтримало 56 депутатів Київради за мінімально необхідних 61.
Втім, у ніч на 10 жовтня невідомі активісти власноруч перейменували вулицю Московську на табличках Введенського монастиря УПЦ, Музею української діаспори та будівлі, де знаходиться приймальня депутата фракції БПП.